# Ladislau Biernaski
Ladislau Biernaski CM (* 24. Oktober 1937 in Almirante Tamandaré, Paraná; † 13. Februar 2012 in Pinhais, Paraná) war ein brasilianischer Ordensgeistlicher und römisch-katholischer Bischof von São José dos Pinhais.

## Leben
Ladislau Biernaski, Brasilianer mit polnischen Wurzeln, trat der Ordensgemeinschaft der Lazaristen bei und studierte 1958/59 Philosophie und von 1959 bis 1963 Theologie am Franziskaner-Seminar Colégio Bom Jesus. Nach der Priesterweihe am 6. Juli 1963 absolvierte er von 1963 bis 1965 ein Philosophiestudium am Institut Catholique de Paris.
Er lehrte am Seminar Saint Vincent de São Paulo und war von 1965 bis 1968 dessen Rektor. 1968 wechselte er als Superior an das Kleine Seminar von Araucaria. 1975 wurde er Provinzial seines Ordens in Paraná. 1976 wurde er Professor für Philosophie in Paraná.
Papst Johannes Paul II. ernannte ihn am 19. April 1979 zum Titularbischof von Tetci und zum Weihbischof im Erzbistum Curitiba. Er wurde am 5. Juli 1979 in das Amt eingeführt, nachdem ihm Papst Johannes Paul II. persönlich am 27. Mai 1979 im Petersdom die Bischofsweihe gespendet hatte; Mitkonsekratoren waren die Kurienerzbischöfe Duraisamy Simon Lourdusamy, Sekretär der Kongregation für die Evangelisierung der Völker, und Eduardo Martínez Somalo, Substitut des Staatssekretariates. Als Wahlspruch wählte er Ele é a Nossa Paz.
Papst Benedikt XVI. ernannte ihn am 6. Dezember 2006 zum ersten Bischof des neugegründeten Bistums São José dos Pinhais.
Ladislau Biernaski wurde 1997 Vizepräsident, ab 2003 Präsident der Kommission für die nationale Landpastoral (Comissão Pastoral da Terra) und Mitglied des Ständigen Rates der Nationalen Konföderation der Bischöfe von Brasilien (CNBB). Er war Sekretär der CNBB, Region Süd, und dessen Präsident 1977/79 und engagierte sich in zahlreichen pastoralen und sozialen Bewegungen.
Er starb an den Folgen eines Krebsleidens.